# Targhe d'immatricolazione dell'Ossezia del Sud

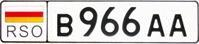
Targa di un veicolo immatricolato nell'Ossezia del Sud con formato attuale

Il governo separatista della Repubblica dell'Ossezia del Sud emette le proprie targhe d'immatricolazione nel territorio separatista. 
Sulla zona controllata dal governo della Georgia, invece, vengono apposte sui veicoli le targhe georgiane. Dal 2004 ad auto, moto e mezzi pesanti immatricolati con targhe dell'Ossezia del Sud non è consentito l'accesso alla zona controllata dal governo georgiano, mentre le targhe della Georgia rimangono a tutt'oggi proibite nel territorio autoproclamatosi indipendente.

## Descrizione

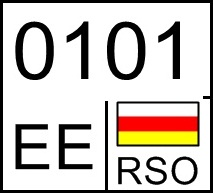
Formato per motocicli (le lettere dovrebbero essere "HH")

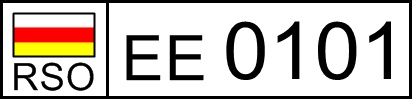
Targa di un rimorchio

A partire dal 2006 viene emesso un formato simile a quello utilizzato in Russia dal 1994. La combinazione standard è composta da una lettera, tre cifre e due lettere (da due lettere e quattro cifre nei rimorchi e nei motocicli) che appartengono all'alfabeto cirillico; ne sono però usate solo 12, che assomigliano ad altrettante lettere dell'alfabeto latino: А, В, Е, К, М, Н, О, Р, С, Т, У, Х. A sinistra, separate da una linea verticale, sono impresse in alto la bandiera dell'Ossezia del Sud e in basso le lettere RSO, che stanno per Republic of South Ossetia. 

### Formati speciali

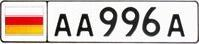
Targa di una vettura del Presidente o di un membro del Governo

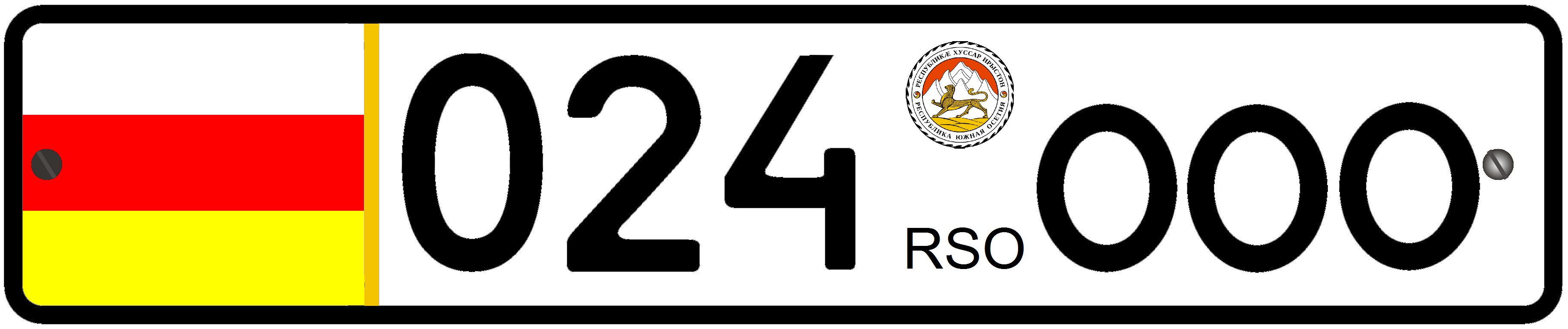
Targa di un'auto del servizio di sicurezza del Presidente

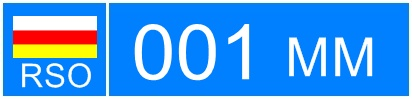
Targa di un automezzo del Ministero dell'Interno (Polizia)

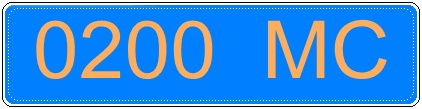
Formato per veicoli delle Forze internazionali di pace dell'ONU

- Dalla metà del 2011 i motocicli hanno targhe nere su fondo bianco riflettente che misurano 245 × 185 mm. La serie è composta da quattro cifre posizionate sopra le lettere HH (a sinistra) e la bandiera che sormonta la sigla RSO (a destra).
- Il blocco alfanumerico del parco vetture dei membri del Governo e del Presidente è composto dalle lettere fisse AA oppure OO seguite da un numero di tre cifre e una lettera che ripete le prime due, cioè AA 012A o OO 012O; manca la sigla "RSO" sotto la bandiera. Fino al 2012 nelle targhe anteriori della vettura del Presidente era rappresentata unicamente la bandiera della repubblica con il relativo stemma disegnato al centro; in quelle posteriori la serie era invariabilmente 001 RSO, la bandiera (con lo stemma al centro) si trovava tra numerazione e lettere. Altre combinazioni speciali in uso sono le seguenti (0 = cifra):
  - 000 AAA, 000 KKK, 000 PPP - Autorità amministrative
  - 000 MMM - Membri del Governo
  - 000 OOO - Servizio di sicurezza del Presidente
  - 000 XXX, 000 XXB - Rappresentanza diplomatica della repubblica a San Pietroburgo.
- Le targhe degli automezzi dell'esercito e quelle della polizia (dipendente dal Ministero dell'Interno) hanno quattro cifre e due lettere; i caratteri sono rispettivamente bianchi su fondo nero e bianchi su fondo azzurro. Nei veicoli della polizia si trovano le lettere fisse MM, in quelli dell'esercito MO.
- Le targhe d'immatricolazione delle vetture dei corpi diplomatici sono rosse con scritte bianche; le lettere RSO sono seguite dalla lettera D di dimensioni ridotte e da un numero progressivo di tre cifre.
- Le Forze internazionali di pace delle Nazioni Unite nell'Ossezia meridionale (prevalentemente russe) hanno caratteri gialli su fondo azzurro o verde. Due coppie di cifre, a volte separate da un trattino, precedono le lettere MC (iniziali in russo di Миротворческие Силы, ossia "Forze di mantenimento della pace"), le lettere di solito sono più piccole dei numeri; talvolta è presente anche la bandiera russa.

## Vecchio formato

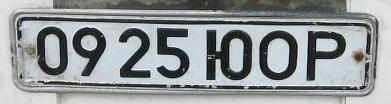
Formato sovietico terminato nel 2006

Il formato fino al 2006 era quello standard delle targhe dell'Unione Sovietica, ossia il GOST 3207-77. Le targhe erano a caratteri neri su sfondo bianco; la combinazione alfanumerica era composta da quattro cifre seguite dalle lettere cirilliche ЮОР (Юго-Осетинская Республика, che in russo significa Repubblica dell'Ossezia del Sud). Questo sistema poteva fornire appena 9.999 combinazioni.